# Centrale Provincie

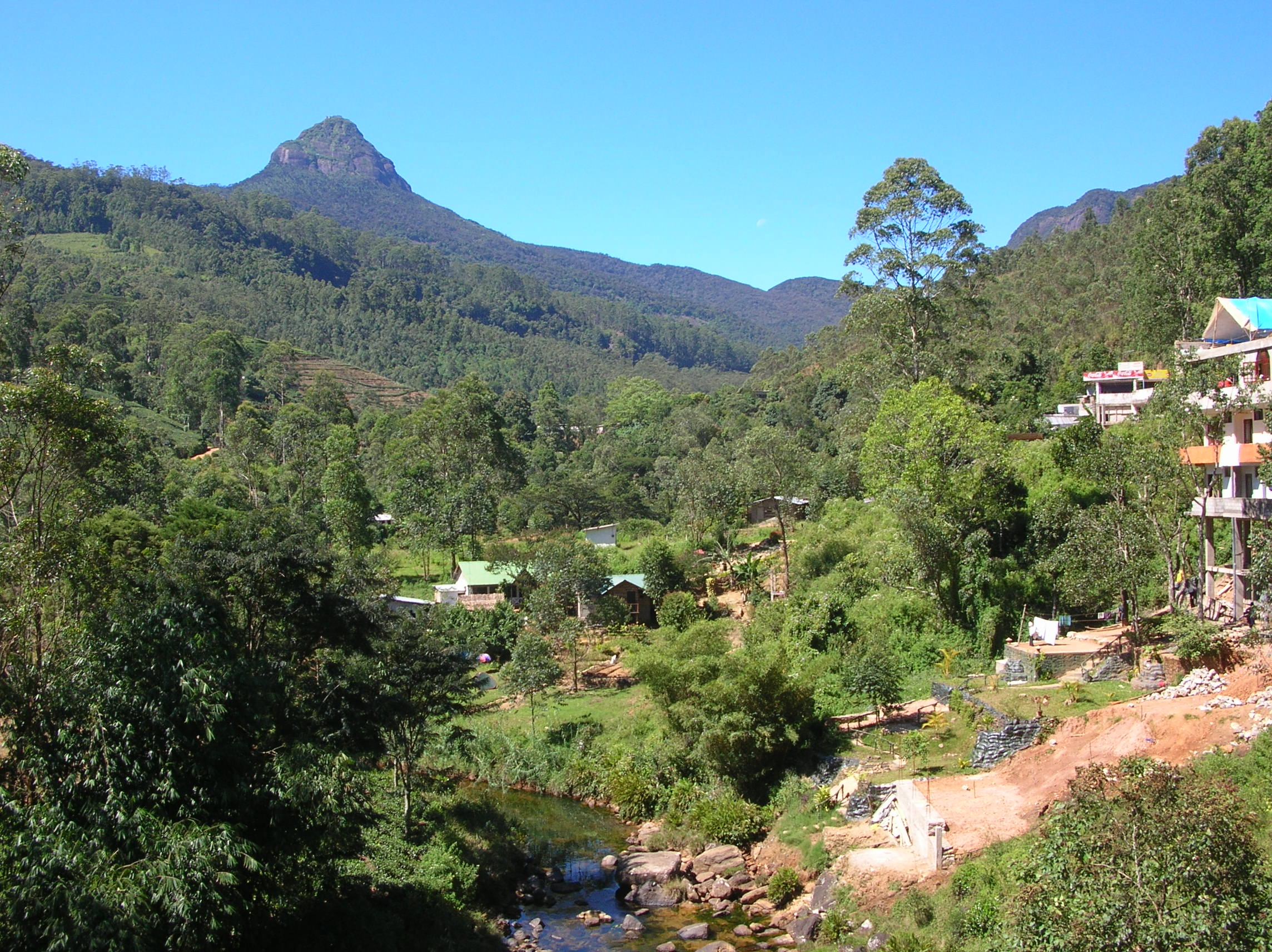
Adam's Peak

De Centrale Provincie (Singalees: Madhyama paḷāta; Tamil: Mattiya mākāṇam) is een provincie van Sri Lanka. De hoofdstad is Kandy en de provincie heeft 2.571.557 inwoners (2012).

## Geschiedenis
In de provincie bevindt zich het werelderfgoed Sigiriya.
Ondanks dat drie Europese mogendheden Sri Lanka tussen de zestiende en negentiende eeuw zijn binnen gevallen, heeft het gebied waar zich de Centrale Provincie bevindt zijn onafhankelijkheid kunnen bewaren tot aan het begin van de negentiende eeuw, toen de Britten uiteindelijk Kandy veroverden.

## Geografie
De provincie herbergt de hoogste bergen van Sri Lanka, waaronder de Adam's Peak (2243 m) en de Pidurutalagala (2534 m). De berggebieden worden doorsneden door diepe valleien.
Belangrijke steden zijn, naast de hoofdstad Kandy; Nuwara Eliya, Matale, Gampola en Bandarawela.

## Bevolking
Volgens de volkstelling van 2012 telt de provincie 2,57 miljoen inwoners, een stijging vergeleken met 2 miljoen inwoners in 1981. Ruim 1,8 miljoen inwoners wonen in dorpen op het platteland (71%). Ongeveer 6% van de bevolking bestaat uit analfabeten.

#### Etniciteit
De bevolking bestaat uit Singalezen (66%), Indiase Tamils (24%) en Sri Lankaanse Moren (10%). Veel arbeiders op de theeplantages zijn Indiase Tamils, die in de negentiende eeuw hier door de Britten naartoe zijn gebracht.

#### Religie
Het boeddhisme (65%) is de grootste religie in de provincie. Het hindoeïsme (21%), de islam (10%) en het christendom (4%) zijn ook aanwezig.

## Bestuurlijke indeling
De provincie bestaat uit drie districten, dit zijn:
- Matale
- Kandy
- Nuwara Eliya

## Klimaat
Het klimaat is relatief koel en veel gebieden boven de 1500 meter hebben dikwijls frisse nachten. De westelijke hellingen zijn erg nat, met op sommige plaatsen meer dan 7000 mm regen per jaar. De oostelijke hellingen zijn droger en krijgen alleen regen van de noordoostelijke moesson. De temperaturen variëren van 24 °C in Kandy tot 16 °C in Nuwara Eliya, dat 1889 meter boven zeeniveau ligt.
Centrale Provincie (Kandy · Matale · Nuwara Eliya) · Oostelijke Provincie (Ampara · Batticaloa · Trincomalee) · Noordelijke Centrale Provincie (Anuradhapura · Polonnaruwa) · Noordelijke Provincie (Jaffna · Kilinochchi · Mannar · Mullaitivu · Vavuniya) · Noordwestelijke Provincie (Kurunegala · Puttalam) · Sabaragamuwa (Kegalle · Ratnapura) · Uva (Badulla · Moneragala) · Westelijke Provincie (Colombo · Gampaha · Kalutara) · Zuidelijke Provincie (Galle · Hambantota · Matara)